# Монтегю, Чарльз, 1-й герцог Манчестер
Чарльз Эдвард Монтегю, 1-й герцог Манчестер, ранее 4-й граф Манчестер (англ. Charles Montagu, 1st Duke of Manchester; ок. 1662 — 20 января 1722) — британский аристократ, дипломат и государственный деятель.

## Ранняя жизнь
Чарльз родился около 1662 года в дворянской семье Монтегю. Старший сын Роберта Монтегю, 3-го графа Манчестера (1634—1682), и Энн Йелвертон (1628—1698). Среди его братьев и сестер были леди Энн Монтегю (? — 1720), жена Джеймса Говарда, 3-го графа Саффолка (1606—1688) и политики — достопочтенный Роберт Монтегю (? — 1693) и достопочтенный Хенидж Монтегю (1675—1698), оба члены парламента от Хантингдоншира. После смерти отца в 1683 году его мать вышла замуж за Чарльза Монтегю, 1-го графа Галифакса (1661—1715).
Его дедом и бабкой по отцовской линии были Эдвард Монтегю, 2-й граф Манчестер (1602—1671), и его вторая жена леди Энн Рич (1604—1642), дочь Роберта Рича, 2-го графа Уорика (1587—1658). Его бабкой и дедом по материнской линии были сэр Кристофер Йелвертон, 1-й баронет из Истон-Модит (1602—1654), и Анна Твисден, дочь сэра Уильяма Твисдена, 1-го баронета (1566—1628).
Чарльз Эдвард Монтегю получил образование в Тринити-колледже в Кембридже и унаследовал графство своего отца в [1683 году. Горячо сочувствуя Славной революции 1688 года, он присутствовал на коронации Вильгельма и Марии и сражался под командованием Вильгельма в битве при Бойне.

## Карьера
В 1697 году Чарльз Монтегю был отправлен в качестве посланника в Венецию, чтобы попытаться добиться освобождения британских моряков, но венецианцы оказались не готовы к переговорам. По возвращении в 1698 году он был назначен членом Тайного совета. В следующем 1698 году он был послан английским послом во Францию и оставался там до начала войны в 1701 году. Затем он был ненадолго назначен государственным секретарем Южного департамента, должность, которую он занимал с января по май 1702 года. Затем он был отстранен от должности, пока снова не был отправлен в Венецию в качестве посла. Во время своего пребывания в Венеции в 1707—1708 годах граф Манчестер безуспешно пытался убедить республику присоединиться к Великому союзу.
В апреле 1719 года Чарльз Эдвард Монтегю, 4-й граф Манчестер, получил от короля Великобритании Георга I титул герцога Манчестера.
В 1719 году он был одним из главных подписчиков Королевской академии музыки, корпорации, выпускавшей оперы оперы на сцене. Он также служил высшим стюардом Кембриджского университета с 1697 по 1722 год].

## Личная жизнь
19 февраля 1690 года лорд Манчестер женился на Достопочтенной Доддингтон Гревилл (1671 — 16 февраля 1720). Она была дочерью Роберта Гревилла, 4-го барона Брука из Бошам-Корта, и Энн (урожденной Доддингтон) Гревилл (которая вышла замуж за Томаса Хоби после смерти лорда Брука в 1676 году). Вместе они были родителями:
- Леди Доддингтон Монтегю (ок. 1694 — 8 января 1774), которая умерла незамужней[3].
- Уильям Монтегю, 2-й герцог Манчестер (апрель 1700 — 21 октября 1739), женившийся на леди Изабелле Монтегю, дочери Джона Монтегю, 2-го герцога Монтегю, и леди Мэри Черчилль (младшая выжившая дочь Джона Черчилля, 1-го герцога Мальборо[3].
- Леди Шарлотта Монтегю (1705 — 17 февраля 1759), которая вышла замуж за Пэтти Бинга, 2-го виконта Торрингтона (1699—1747), старшего сына Джорджа Бинга, 1-го виконта Торрингтона[3].
- Роберт Монтегю, 3-й герцог Манчестер (ок. 1710 — 10 мая 1762), женившийся на Гарриет Данч, дочери Эдмунда Данча[6].

Чарльз Монтегю, 1-й герцог Манчестер, скончался 20 января 1722 года. Его титулы и владения унаследовал его старший сын, Уильям Монтегю, 2-й герцог Манчестер.

## Титулы
- 4-й граф Манчестер, графство Ланкастер (с 14 марта 1683)
- 4-й виконт Мандевиль (с 14 марта 1683)
- 4-й барон Кимболтон из Кимболтона, графство Ланкастер (с 14 марта 1683).
- 1-й герцог Манчестер (с 28 апреля 1719)